# Continuum (Fernsehserie)/Episodenliste

Logo zur Serie

Diese Episodenliste enthält alle Episoden der kanadischen Science-Fiction-Serie Continuum, sortiert nach der kanadischen Erstausstrahlung. Die Fernsehserie umfasst vier Staffeln mit 42 Episoden.

## Übersicht
| Staffel | Episodenanzahl | Erstausstrahlung Kanada | Erstausstrahlung Kanada | Deutschsprachige Erstausstrahlung | Deutschsprachige Erstausstrahlung |
| Staffel | Episodenanzahl | Staffelpremiere         | Staffelfinale           | Staffelpremiere                   | Staffelfinale                     |
| ------- | -------------- | ----------------------- | ----------------------- | --------------------------------- | --------------------------------- |
| 1       | 10             | 27. Mai 2012            | 5. August 2012          | 13. Februar 2013                  | 17. April 2013                    |
| 2       | 13             | 21. April 2013          | 4. August 2013          | 7. Dezember 2020                  | 7. Dezember 2020                  |
| 3       | 13             | 16. März 2014           | 22. Juni 2014           | 13. Februar 2021                  | 13. Februar 2021                  |
| 4       | 6              | 4. September 2015       | 9. Oktober 2015         | 20. Februar 2021                  | 20. Februar 2021                  |

## Staffel 1
Die Erstausstrahlung der ersten Staffel war vom 27. Mai bis zum 5. August 2012 auf dem kanadischen Fernsehsender Showcase zu sehen. Die deutschsprachige Erstausstrahlung sendete der deutsche Pay-TV-Sender RTL Crime vom 13. Februar bis zum 17. April 2013.
| Nr. (ges.) | Nr. (St.) | Deutscher Titel      | Originaltitel        | Erstausstrahlung Kanada | Deutschsprachige Erstausstrahlung (D) | Regie            | Drehbuch                             |
| --- | --------- | -------------------- | -------------------- | ----------------------- | ------------------------------------- | ---------------- | ------------------------------------ |
| 1 | 1         | Gestern wird heute   | A Stitch In Time     | 27. Mai 2012            | 13. Feb. 2013                         | Jon Cassar       | Simon Barry                          |
| Zukunft: Bei der angesetzten Hinrichtung können die Delinquenten mithilfe eines Zeitportals der Exekution zu entkommen. Dabei wird aber auch Kiera vom Sog erfasst und alle landen ungeplant im Jahr 2012 anstatt, wie geplant, 2071. Die Gruppe versprengt sich. Unwissend darüber, was geschehen ist, versucht Kiera sich zu orientieren. Durch ihren CMR bekommt sie akustisch Verbindung zu dem 17-jährigen Alec Sadler. Dieser hilft ihr fortan mit seinen Computerkenntnissen und Ratschlägen, was aktuelle Kulturen und Bräuche betrifft, bei den Ermittlungen. Kiera findet die Spur des verletzten Ingenieurs Lucas Ingram, verantwortlich für die technische Umsetzung der Zeitreise, und stellt ihn. Die beiden werden von einer patrouillierenden Polizeistreife gestört und Lucas wird verhaftet. Bei der Tatortuntersuchung des „Landefeldes“ der Zeitreisenden lernt Kiera den ermittelnden Detective Carlos Fonnegra kennen und gibt sich ihm gegenüber als Detective aus Portland aus. Beide ermitteln zusammen und können später bei einem Banküberfall drei der Entflohenen stellen und töten. Zeitgleich zum Banküberfall befreit der Rest der Gruppe bei einer brutalen Schießerei im Polizeirevier Lucas Ingram. Bei internen Nachforschungen über Kieras Herkunft kommt sie in Schwierigkeiten, aus denen Alec ihr aber über die Funkverbindung des CMR und gefälschte Daten heraushelfen kann. Dadurch kann sie den leitenden Inspector Dillon zunächst von ihrer Glaubwürdigkeit und der Gefährlichkeit der Gruppe überzeugen. Sie wird zur weiteren Mitarbeit bei den Ermittlungen gebeten. |           |                      |                      |                         |                                       |                  |                                      |
| 2 | 2         | Kein Weg zurück      | Fast Times           | 3. Juni 2012            | 20. Feb. 2013                         | Jon Cassar       | Jeff King                            |
| Nachdem Ingram befreit wurde, beschließt die Gruppe nun mithilfe eines zweiten Zeitportals in das Jahr 2071 zu reisen. Als sie das Vorhaben starten wollen, trennt sich Matthew Kellogg von der Gruppe. Die Anderen ziehen ohne ihn weiter zu einem Elektrizitätswerk, wo sie die benötigte Strommenge für den Zeitsprung zu finden glauben. Doch aufgrund zu niedriger Leistung schlägt der Versuch fehl. Die dadurch entstandene Überlastung des Stromnetzes führt stadtweit zu einem Stromausfall. Kiera, die zuvor aufgrund von Ungereimtheiten in ihren angegebenen Lebenslauf vorübergehend verhaftet wurde, bleibt mit Carlos im Aufzug des Reviers stecken. Sie kann sich mithilfe ihres technologisch hoch ausgestatteten Anzuges aus der Zukunft befreien, Carlos überwältigen und fliehen, um sich an die Fährte der Gruppe zu heften. Um an eine leistungsfähigere Stromquelle zu gelangen, entführen sie einen Professor, der diese in seinem Labor besitzt. Kiera kann durch eine kleine Geiselnahme die Gruppe dazu zwingen, den Professor freizulassen und sie ebenfalls wieder mit zurück in die Zukunft zu nehmen. Zuvor hatte sie über das Handy der Frau des Professors noch eine Fährte gelegt, sodass Carlos ihr folgen kann. Aber auch dieser Zeitsprung misslingt. Der Professor wird befreit und Kiera verhaftet. Bei der Tatortuntersuchung wird ein Teil der Zeitreisevorrichtung sichergestellt und kommt mit den anderen Beweisen in die Asservatenkammer der Polizei. Durch das Einspeisen von gefälschten Daten seitens Alec geht die Polizei nun davon aus, dass Kiera verdeckt für das FBI ermittelt und sie wird erneut um die Mithilfe gebeten, Carlos soll dabei ihr Partner werden. |           |                      |                      |                         |                                       |                  |                                      |
| 3 | 3         | Doppeltes Spiel      | Wasting Time         | 10. Juni 2012           | 27. Feb. 2013                         | David Frazee     | Simon Barry                          |
| Kiera erinnert sich an eine Operation in der Zukunft, in der sie mit einem Team ein Liber8-Versteck aushebt und dabei Sonya Valentine, die „Herz-Königin“ der Gruppe, in Gewahrsam nehmen kann. In der Gegenwart informiert Kiera die Task-Force über Einzelheiten der Liber8-Mitglieder, wie die Namen, Berufe und Fähigkeiten der Mitglieder. Der Anführer der Gruppe, Travis, ist beim letzten Zeitsprungversuch schwer verletzt worden und liegt im Sterben. Kiera hat sich, auf Anraten von Alec, ein Bluetooth-Headset gekauft, um nicht bei ihren vermeintlichen Selbstgesprächen mit ihm aufzufallen. Als sie es sich in einem Diner gerade aufsetzt, setzt sich Kellogg an ihren Tisch und bietet ihr seine Hilfe beim Auffinden von Liber8 an. Er erklärt, sie soll ihn in der Gegenwart in Ruhe leben lassen – im Gegenzug werde er ihr den Rücken vor Liber8 freihalten. Als Fonnegra vorbeikommt, verlässt Kellogg fluchtartig das Diner. Später gehen die beiden Polizisten in ein Leichenschauhaus: Dort sind zwei Tote mit derselben ungewöhnlichen Wunde am Hinterkopf eingegangen. Wie der Zuschauer erfährt, hat Sonya zumindest einem der beiden das für die Wunden verantwortliche Gerät aus der Zukunft selbst angesetzt und ausgelöst. Kiera kann durch ihr medizinisches Wissen auf dem Stand der Zukunft teils weiterhelfen und man geht nun von einem Serientäter aus, der den Opfern einen Teil des Kortex entnimmt. Später wird klar, dass daraus ein Serum, eine Art Super-Steroid, gewonnen wird. Offenbar will Liber8 mithilfe dieses Serums Travis heilen. Bei der Untersuchung der Zusammenhänge der beiden Toten stoßen Kiera und Fonnegra auf eine Samenbank als gemeinsamen Faktor. Bei der Auswertung der DNS-Marker finden sie noch mehr Menschen, die die gleichen Marker besitzen wie die Opfer. Sie arbeiten diese Liste ab und stoßen dabei auf einen Studenten, der in Frage kommen würde. Um Liber8 zuvorzukommen, suchen die beiden ihn in der Uni auf, jedoch wird bald klar, dass es sich hierbei um eine Falle handelt, da es die gesuchte Person so nicht gibt. Auf der Suche nach dem Studenten stößt Fonnegra, der noch nicht weiß, dass es eine Falle ist, auf Kellogg und Chen von Liber8 und nach einer Schießerei gehen Chen und Fonnegra zum Zweikampf über. Kellogg versucht sich davonzuschleichen, wird draußen aber von Kiera gestellt und mit einem 24 Stunden lang in seinem Blutkreislauf aktiven Marker aus ihrer Waffe versehen. Chen konnte inzwischen Fonnegra kampfunfähig machen und will ihm gerade das Genick brechen als Kiera hinzukommt und nach einem Zweitkampf wird Chen durch einen Stromschlag aus Kieras Waffe, die mit einer Fingerabdruckerkennung geschützt ist, ausgeschaltet, als er sie gerade abfeuern will. Kellogg geht zurück zum Unterschlupf, doch dort erkennt man den Marker und als Kiera später dort ankommt, sind außer den gefesselten Kellogg schon alle weg. Kellogg unterstreicht erneut seinen Willen zur Zusammenarbeit und so befreit Kiera ihn. Nur knapp entkommen die beiden einer platzierten Bombe, da Kiera sich daran erinnert, wie bei Sonyas Gefangennahme in der Zukunft ebenfalls eine Sprengfalle installiert war. Zurück in der Asservatenkammer der Polizei entwendet sie dort das sichergestellte Teil der Zeitreisevorrichtung, ohne das es Liber8 nicht möglich ist, in die Zukunft zurückzureisen. |           |                      |                      |                         |                                       |                  |                                      |
| 4 | 4         | Der Nachzügler       | Matter of Time       | 17. Juni 2012           | 6. März 2013                          | Michael Rohl     | Sam Egan                             |
| Kiera wird beim Schminken von einem Stromausfall unterbrochen. In diesem Moment wird sie von Fonnegra zu einem Tatort mit Leiche gerufen. Anscheinend das Werk von Liber8, die Professor Ames töteten. Die unbekannte Waffe durchschlug nicht nur den Körper, sondern auch die fünf darunterliegenden Stockwerke. An einer Baustelle öffnet sich ein Zeitportal und Kagame, der Liber8-Anführer, kommt hindurch und bleibt bewusstlos liegen. Kellogg ist inzwischen durch sein Zukunftswissen durch Börsengeschäfte reich geworden und kauft das Haus seiner Vorfahren. Unwissend von Kagames Neuankunft erobert sich Liber8 brutal das Marihuana-Labor zweier Dealer und Züchter. Ames Assistent Shane wird unterdessen von Kiera und Fonnegra verhört. Es stellt sich dabei heraus, dass Ames und Shane an einer Maschine zur Herstellung von Antimaterie arbeiteten und alle Backup-Dateien verschwunden sind. Beide halten ihn für verdächtig, können ihm aber nichts nachweisen und lassen ihn frei. Kagame wacht unterdessen aus seinem Koma im Krankenhaus auf und flieht. Durch einen Fernsehbericht über seine Flucht wird Liber8 auf ihn aufmerksam und sie machen sich auf dem Weg zu dem verabredeten Treffpunkt, einem buddhistischen Meditationstempel. Kiera und Fonnegra kommen durch eine Aktivistengruppe Ames’ ehemaliger Geschäftspartnerin Melissa auf die Schliche, können aber auch ihr zunächst nichts nachweisen. Auf dem Revier sieht Kiera die Fluchtnachricht Kagames im Fernsehen und macht sich ebenfalls auf, um ihn am Tempel, noch vor Liber8, abzufangen. Dies gelingt ihr auch, jedoch presst die Gruppe Kagame durch eine Kindesentführung frei. Die Beweise zur Mordbeteiligung von Shane und Melissa verdichten sich. Kiera will Melissa am Flughafen verhaften und erhält von ihr eine Festplatte mit den Backup-Dateien. Nach einem Gespräch zwischen den beiden stellt sich heraus, dass Melissa – sie ändert nach ihrer kurz bevorstehenden Heirat ihren Nachnamen – in der Zukunft ein Unternehmen gründet, das saubere Energie herstellt und so lässt Kiera sie mit der Festplatte abfliegen. |           |                      |                      |                         |                                       |                  |                                      |
| 5 | 5         | Generationenkonflikt | A Test of Time       | 24. Juni 2012           | 13. März 2013                         | Patrick Williams | Jeff King                            |
| Zukunft: Kiera und ihr Team bereiten sich auf einen Angriff von Liber8 vor. Ihnen ist bekannt geworden, dass drei Anschläge geplant sind. Gegenwart: Kagame stellt der Gruppe seine neuen Pläne vor. Er wechselt die Richtung der Aktionen weg von Gewalt, hin zu Strategie und Wissen. Sie wollen Kiera, die immer wieder ihre Pläne vereitelt, angreifen. Alec arbeitet weiterhin an einer Methode um Kieras Schutzanzug zu reparieren, dies gestaltet sich jedoch schwieriger als gedacht. Eine junge Frau namens Lilly Jones wird getötet. Lilly war der Name Kieras Großmutter, diese Frau war jedoch nicht mit ihr verwandt. Kellogg taucht wieder bei Liber8 auf. Kagame verurteilt die Bombenaktion der Gruppe gegen Kellogg (Folge 01/03) aufs Schärfste. Kellogg und Kiera treffen sich und Kellogg erzählt ihr, dass Liber8 vorhat, ihre Familie auszulöschen (Großvaterparadoxon). Kurz nach dem Verlassen des Restaurants wird sie von Sonya im Vorbeigehen angegriffen und verletzt. Sonya entkommt mit Hilfe von Garza in einem bereitstehenden Fluchtauto, hat Kiera jedoch eine DNA-Probe entnommen, damit die Gruppe Kieras richtige Großmutter aufspüren kann. Kiera hat diese inzwischen gefunden und bringt sie in Sicherheit. Ihr Auto wird von Liber8 gerammt und angegriffen. Sie werden noch rechtzeitig von einer Streife gerettet und Kiera findet heraus, dass ihre jugendliche Großmutter schwanger ist. Kagame findet das doppelte Spiel von Kellogg heraus und lässt daraufhin dessen Großmutter entführen. Über einen Austausch der beiden „Großmütter“ wollen sie an Kiera herankommen. Diese entwirft einen Plan, diesen Austausch zu vereiteln. Als Kellog zum Austausch erscheint, hat er nicht Kieras Großmutter dabei, sondern Kagames Mutter – die gerade mit ihm schwanger ist. Ein Heckenschütze, Travis, verletzt Kelloggs Großmutter, sie stirbt noch vor Ort, Kellogg bleibt aber am Leben und bringt Lilly und ihren Freund in Sicherheit. |           |                      |                      |                         |                                       |                  |                                      |
| 6 | 6         | Lösegeld             | Time’s Up            | 8. Juli 2012            | 20. März 2013                         | Rachel Talalay   | Jeremy Smith & Jonathan Lloyd Walker |
| Zukunft: Kieras Einheit untersucht die Folgen von Krawallen und Plünderungen, die angeblich von Liber8 angezettelt wurden. Dabei stellt sich heraus, dass die Firma „Piron“ Lebensmittel nicht, wie geplant, verteilt hat. Gegenwart: Fonnegra bestellt Kiera zu einer Demonstration für mehr Transparenz bei Wirtschaftsgeschäften. Alecs Stiefbruder Julian nimmt als vermummter Linksradikaler an dieser Demo teil und vandaliert die Zentrale des Weltkonzerns „Exotrol“. Liber8 nutzt dies, um die Vorstandsvorsitzende Sherman in ihre Gewalt zu bringen. Liber8 lässt sie ein über das Internet ausgestrahltes Video mit einem Schuldbekenntnis vorlesen. Sherman ordnet in einem späteren Video an, dass der Konzern 20 Millionen $ als Lösegeld bereitstellen soll. Alec hackt sich unterdessen in verschiedene Überwachungssysteme ein, kann den Anführer der Linksradikalen, Francis Hall, ausfindig machen und übersendet Kiera diese Informationen. Nach seiner Verhaftung wird er beim Verhör durch Kiera mit einem Wahrheitsserum zum Geständnis gebracht. „Exotrol“ wird angewiesen, das Lösegeld unter den Demonstranten zu verteilen. In einem neuen Video fordert Kagame die Internetnutzer zur Abstimmung über Leben oder Tod Shermans auf. Kellogg durchwühlt inzwischen Kieras Apartment und findet das fehlende Stück des Zeitportals, das Kiera an sich genommen hatte (Folge 3). Frank, der Sicherheitschef von „Exotrol“, gerät unter Verdacht. Er entzieht sich der Festnahme durch Flucht, kann aber von Kiera gestellt werden. Alec kann den Server von Liber8 ausfindig machen und damit auch die Adresse. Als das Team ankommt, ist Liber8 verschwunden, nur Sherman blieb mit einer Bombe um den Hals zurück. Der Zeitzünder steht auf drei Minuten und wird sie töten, wenn sie nicht die Wahrheit sagt. Um ihr Leben fürchtend gesteht sie, dass sie und der Vorstand die Mitarbeiter „Exotrols“ um ihre Pension betrogen haben. Sie nutzten dazu die Wirtschaftskrise 2010, um den Angestellten zu sagen, dass die Pensionskasse dabei wertlos geworden sei. Kiera und Carlos fahren zu „Exotrol“ und konfrontieren das Vorstandsmitglied Chu mit Franks Geständnis, dass er der eigentliche Planer der Entführung ist. Chu wird wegen Betrugs und Entführung festgenommen. Zukunft: Kiera erzählt ihrem Mann von dem heutigen Einsatz. Dieser wusste als Senatsmitglied anscheinend von den Plänen „Pirons“, Lebensmittel zu horten, um die Preise nach oben zu drücken. Sie ist über seine Einstellung enttäuscht und er wirft ihr vor, dass sie sich „schon fast wie eine Liber8-Terroristin anhöre“. |           |                      |                      |                         |                                       |                  |                                      |
| 7 | 7         | In eigener Sache     | The Politics Of Time | 15. Juli 2012           | 27. März 2013                         | Patrick Williams | Sara B. Cooper                       |
| 8 | 8         | Fremdgesteuert       | Playtime             | 22. Juli 2012           | 3. Apr. 2013                          | Paul Shapiro     | Andrea Stevens                       |
| 9 | 9         | Revolution!          | Family Time          | 29. Juli 2012           | 10. Apr. 2013                         | William Waring   | Floyd Kane                           |
| 10 | 10        | Der Anschlag         | End Times            | 5. Aug. 2012            | 17. Apr. 2013                         | Patrick Williams | Simon Barry                          |

## Staffel 2
Die Erstausstrahlung der zweiten Staffel war zwischen dem 21. April und dem 4. August 2013 auf dem kanadischen Fernsehsender Showcase zu sehen. Die deutschsprachige Erstausstrahlung wurde am 7. Dezember 2020 auf Amazon Prime Video veröffentlicht.
| Nr. (ges.) | Nr. (St.) | Deutscher Titel         | Originaltitel   | Erstausstrahlung Kanada | Deutschsprachige Erstausstrahlung (D) | Regie          | Drehbuch                      |
| --- | --------- | ----------------------- | --------------- | ----------------------- | ------------------------------------- | -------------- | ----------------------------- |
| 11 | 1         | Auftrag aus der Zukunft | Second Chances  | 21. Apr. 2013           | 7. Dez. 2020                          | Pat Williams   | Simon Barry                   |
| 12 | 2         | Sekundenbruchteil       | Split Second    | 28. Apr. 2013           | 7. Dez. 2020                          | Pat Williams   | Simon Barry                   |
| 13 | 3         | Zweifel                 | Second Thoughts | 5. Mai 2013             | 7. Dez. 2020                          | William Waring | Sam Egan                      |
| 14 | 4         | Zweite Haut             | Second Skin     | 12. Mai 2013            | 7. Dez. 2020                          | William Waring | Shelley Eriksen               |
| 15 | 5         | Zweite Meinung          | Second Opinion  | 26. Mai 2013            | 7. Dez. 2020                          | Pat Williams   | Jeff King                     |
| Es ist der Geburtstag von Kieras Sohn Sam, als der Polizeichef Inspector Dillon durch Inspector Nora Harris ersetzt wird, um den Verräter in den Reihen des VPD auszumachen. Dies schließt auch Befragungen aller ein, zu denen unter anderem auch Agent Gardiner gehört. Bei ihrer Befragung kommt das Thema Familie und Sohn wieder hoch, sodass sie Gardiner angreift und automatisch ein virtueller Psychologe aktiviert wird. Dieser deaktiviert das CPS, welches sie aber dringend benötigt, damit Alec zu den Aussagen, die Kiera macht, die passenden Dokumente erstellt. Außerdem muss sie für Betty diverse Beweise vernichten, welche unter anderem Kiera und Dillon belastet könnten, und muss sich dazu auch tarnen können. Nachdem Kiera sich mit einem virtuellen Abbild ihres Sohnes aussprechen konnte, und der Psychologe erkannt hat, dass ein Großteil des Problems die Zeitreise ist, gestattet er den Zugriff auf das CPS wieder, sodass sie die belastenden Beweise vernichten können. Kellog zeigte zuvor Alec das Labor, in dem die beiden arbeiten könnten, welcher zuerst noch unsicher ist. Schließlich stimmt er zu und nutzt das Labor dann aber, als Kiera ihn um Mithilfe bittet, ihren Hintergrund zu bestätigen. |           |                         |                 |                         |                                       |                |                               |
| 16 | 6         | Das Geständnis          | Second Truths   | 2. Juni 2013            | 7. Dez. 2020                          | Pat Williams   | Jonathan Lloyd Walker         |
| 17 | 7         | Leichenräuber           | Second Degree   | 9. Juni 2013            | 7. Dez. 2020                          | David J Frazee | Jeremy Smith                  |
| 18 | 8         | Entführt                | Second Listen   | 16. Juni 2013           | 7. Dez. 2020                          | David J Frazee | Shelley Eriksen               |
| 19 | 9         | Die Zukunft beginnt     | Seconds         | 7. Juli 2013            | 7. Dez. 2020                          | Michael Rohl   | Raul Sanchez Inglis           |
| 20 | 10        | Flucht                  | Second Wave     | 14. Juli 2013           | 7. Dez. 2020                          | Mike Rohl      | Simon Barry and Matt Venables |
| 21 | 11        | Die Prophezeiung        | Second Guess    | 21. Juli 2013           | 7. Dez. 2020                          | Simon Barry    | Sam Egan                      |
| 22 | 12        | Wendepunkt              | Second Last     | 28. Juli 2013           | 7. Dez. 2020                          | Amanda Tapping | Simon Barry                   |
| 23 | 13        | Zurück in die Zukunft?  | Second Time     | 4. Aug. 2013            | 7. Dez. 2020                          | Pat Williams   | Simon Barry                   |

## Staffel 3
Die Erstausstrahlung der dritten Staffel war vom 16. März bis zum 22. Juni 2014 auf dem kanadischen Fernsehsender Showcase zu sehen. Die deutschsprachige Erstausstrahlung erfolgte am 13. Februar 2021 bei Prime Video.
| Nr. (ges.) | Nr. (St.) | Deutscher Titel              | Originaltitel               | Erstausstrahlung Kanada | Deutschsprachige Erstausstrahlung (Amazon Prime Video) | Regie          | Drehbuch                     |
| ---------- | --------- | ---------------------------- | --------------------------- | ----------------------- | ------------------------------------------------------ | -------------- | ---------------------------- |
| 24         | 1         | Countdown                    | Minute by Minute            | 16. März 2014           | 13. Feb. 2021                                          | Pat Williams   | Simon Barry                  |
| 25         | 2         | DNS                          | Minute Man                  | 23. März 2014           | 13. Feb. 2021                                          | Pat Williams   | Simon Barry                  |
| 26         | 3         | Chaos                        | Minute To Win It            | 30. März 2014           | 13. Feb. 2021                                          | Pat Williams   | Shelley Eriksen              |
| 27         | 4         | Neue Zukunft                 | A Minute Changes Everything | 6. Apr. 2014            | 13. Feb. 2021                                          | William Waring | Denis McGrath                |
| 28         | 5         | Spiel auf Zeit               | 30 Minutes To Air           | 13. Apr. 2014           | 13. Feb. 2021                                          | William Waring | Jonathan Lloyd Walker        |
| 29         | 6         | Gift                         | Wasted Minute               | 27. Apr. 2014           | 13. Feb. 2021                                          | Amanda Tapping | Jeremy Smith & Matt Venables |
| 30         | 7         | Absturz                      | Waning Minute               | 4. Mai 2014             | 13. Feb. 2021                                          | Amanda Tapping | Sam Egan                     |
| 31         | 8         | Spurensuche                  | So Do Our Minutes Hasten    | 11. Mai 2014            | 13. Feb. 2021                                          | Pat Williams   | Jeff King                    |
| 32         | 9         | Tödliches Schweigen          | Minute of Silence           | 25. Mai 2014            | 13. Feb. 2021                                          | Pat Williams   | Simon Barry                  |
| 33         | 10        | Revolution                   | Revolutions Per Minute      | 1. Juni 2014            | 13. Feb. 2021                                          | David Frazee   | Denis McGrath                |
| 34         | 11        | Drei Minuten bis Mitternacht | 3 Minutes to Midnight       | 8. Juni 2014            | 13. Feb. 2021                                          | David Frazee   | Jonathan Lloyd Walker        |
| 35         | 12        | Explosion                    | 2 Minute Warning            | 15. Juni 2014           | 13. Feb. 2021                                          | Simon Barry    | Shelley Eriksen              |
| 36         | 13        | Zeitenwechsel                | Last Minute                 | 22. Juni 2014           | 13. Feb. 2021                                          | William Waring | Simon Barry                  |

## Staffel 4
Die vierte und letzte Staffel von Continuum sollte ab dem 26. Juli 2015 auf dem kanadischen Fernsehsender Showcase zu sehen sein, wurde später aber nach hinten verlegt, sodass die Premiere nun am 4. September 2015 war. Die deutschsprachige Erstausstrahlung erfolgte am 20. Februar 2021 bei Prime Video.
| Nr. (ges.) | Nr. (St.) | Deutscher Titel  | Originaltitel       | Erstausstrahlung Kanada | Deutschsprachige Erstausstrahlung (Amazon Prime Video) | Regie            | Drehbuch                    |
| ---------- | --------- | ---------------- | ------------------- | ----------------------- | ------------------------------------------------------ | ---------------- | --------------------------- |
| 37         | 1         | Verlorene Zeit   | Lost Hour           | 4. Sep. 2015            | 20. Feb. 2021                                          | Patrick Williams | Simon Barry                 |
| 38         | 2         | Rushhour         | Rush Hour           | 11. Sep. 2015           | 20. Feb. 2021                                          | Patrick Williams | Shelley Eriksen             |
| 39         | 3         | Neue Wege        | Power Hour          | 18. Sep. 2015           | 20. Feb. 2021                                          | David Frazee     | Jeremy Smith & Todd Ireland |
| 40         | 4         | Die Chance       | Zero Hour           | 25. Sep. 2015           | 20. Feb. 2021                                          | David Frazee     | Jonathan Lloyd Walker       |
| 41         | 5         | Freund und Feind | The Desperate Hours | 2. Okt. 2015            | 20. Feb. 2021                                          | Patrick Williams | Shelley Eriksen             |
| 42         | 6         | Revolution       | Final Hour          | 9. Okt. 2015            | 20. Feb. 2021                                          | Patrick Williams | Simon Barry                 |